# Sariburaja Janji Maria
Sariburaja Janji Maria is een bestuurslaag in het regentschap Toba Samosir van de provincie Noord-Sumatra, Indonesië. Sariburaja Janji Maria telt 1068 inwoners (volkstelling 2010).